# Dorfkirche Frauenhagen

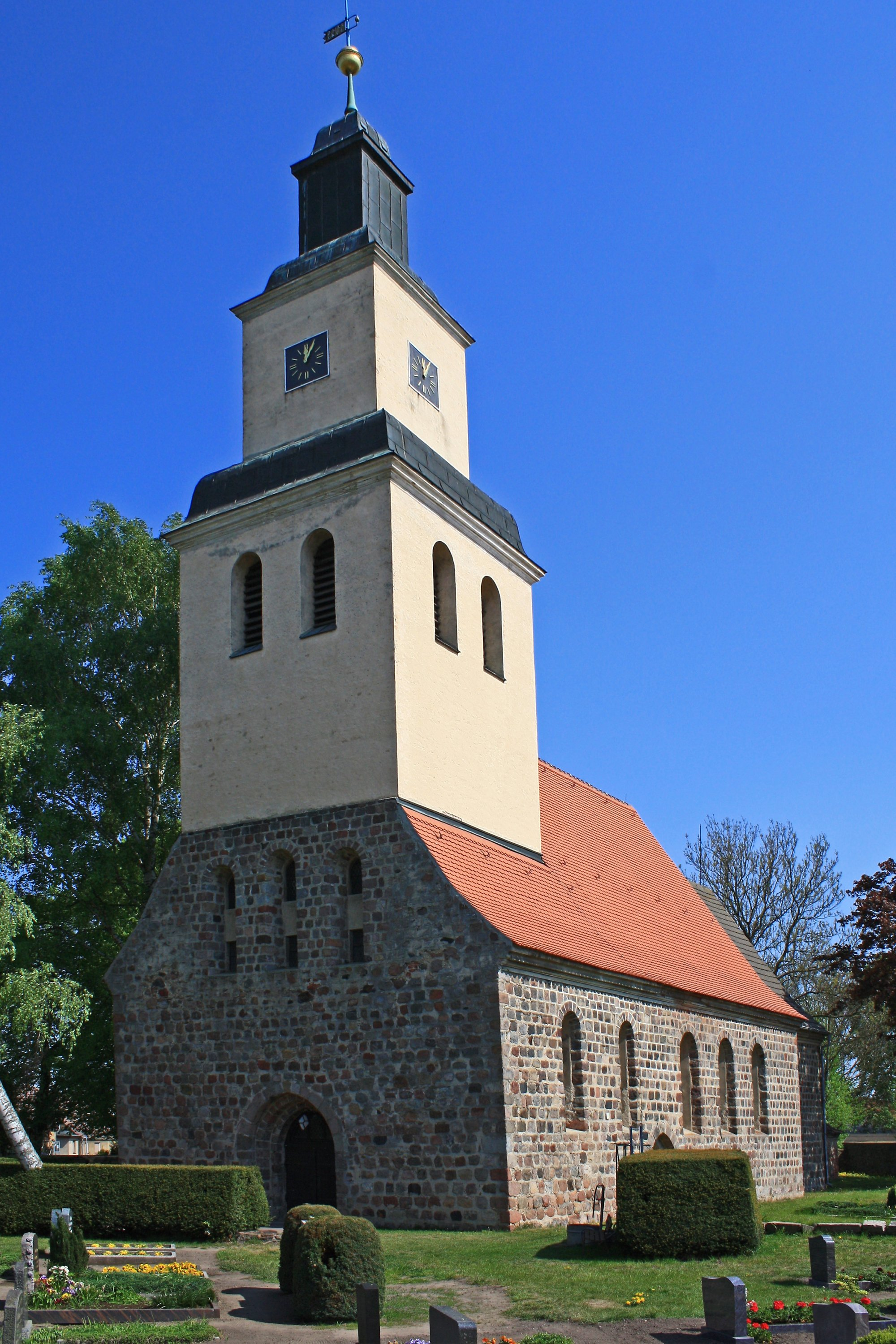
Dorfkirche Frauenhagen

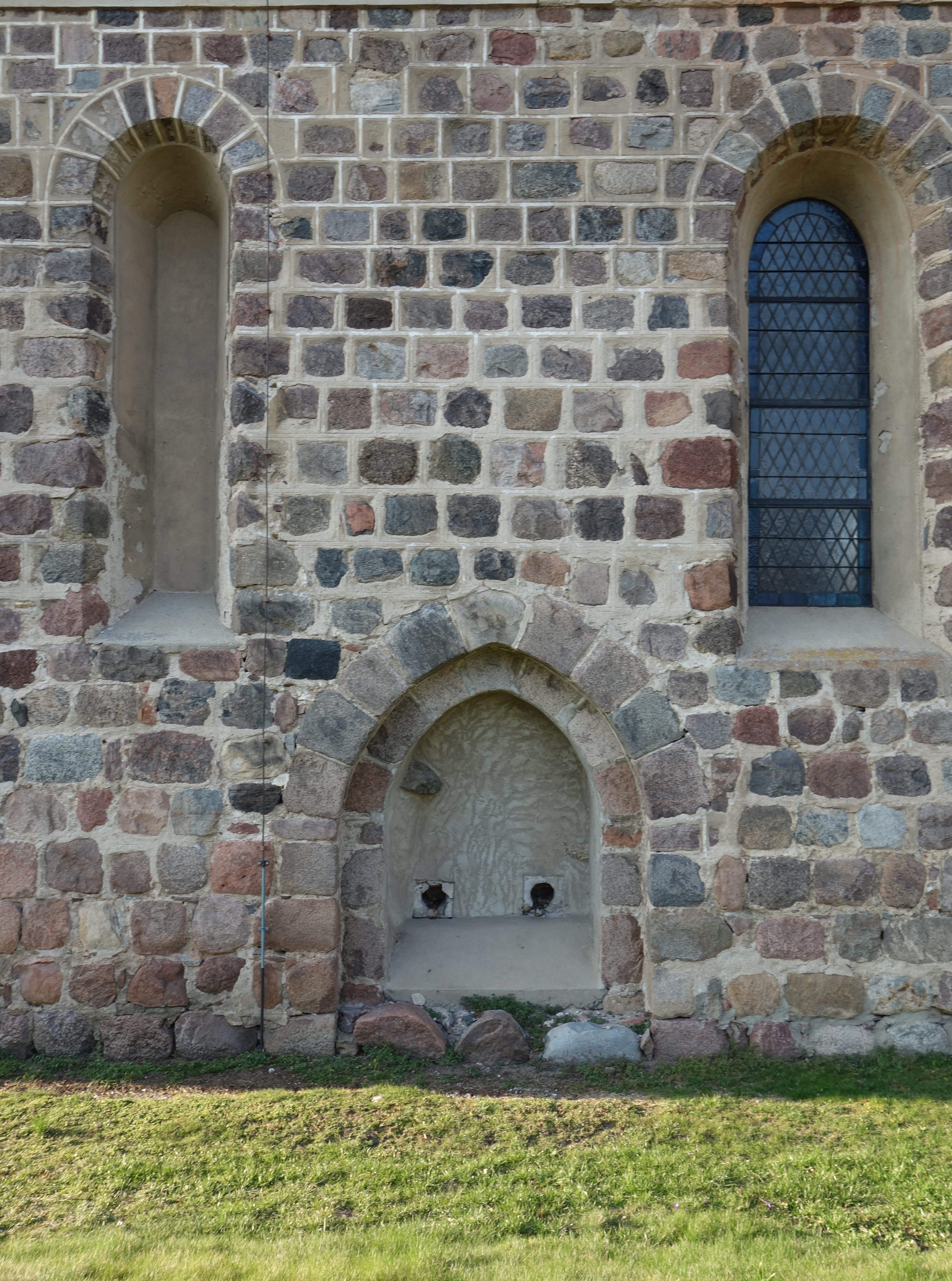
Vermauertes Südportal

Die evangelische Dorfkirche Frauenhagen ist eine frühgotische Saalkirche im Ortsteil Frauenhagen von Angermünde im Landkreis Uckermark in Brandenburg. Sie gehört zum Pfarrsprengel Angermünde im Kirchenkreis Uckermark der Evangelischen Kirche Berlin-Brandenburg-schlesische Oberlausitz.

## Geschichte und Architektur
Die Kirche ist ein flachgedeckter rechteckiger Feldsteinsaal mit eingezogenem Rechteckchor aus der zweiten Hälfte des 13. Jahrhunderts, der nach der Zerstörung im Dreißigjährigen Krieg gegen Ende des 17. Jahrhunderts wiederaufgebaut wurde. Im Jahr 1742 erhielt die Kirche einen Dachturm aus Fachwerk.
Nach einem durch Blitzschlag verursachten Brand wurde die Kirche in den Jahren 1913 bis 1916 wiederhergestellt. Dabei wurde das Schiff um eine Achse nach Osten verlängert und der Chor dadurch erheblich verkürzt und ein massiver dreistufiger Dachturm in Anlehnung an den Vorgänger erbaut. Der Wiederherstellung des Außenbaus schloss sich eine Neufassung und Neuausstattung des Inneren im Zeitgeschmack an. Anfang der 1950er Jahre und danach 1984/1985 erfolgten Reparaturen am Turm. Um 1974 entstand unter der Orgelempore eine Winterkirche. In den Jahren 1995/1996 wurden die Wände im Innern gesäubert und 2003 das Kirchendach saniert.
Die West- und Ostfront sind jeweils mit einer Dreifenstergruppe akzentuiert, im Ostgiebel finden sich außerdem verputzte Schmuckblenden. Das Innere ist durch einen korbbogig erneuerten Chorbogen gegliedert. Das hohe Westportal ist dreimal, das zugesetzte Südportal zweimal gestuft: Beide sind aus der Bauzeit erhalten, ihre leicht spitzbogigen Gewände sind aus sorgfältig behauenen Feldsteinquadern gefügt. Östlich befindet sich ein Gruftanbau aus Backstein mit Ecklisenen aus dem 18. Jahrhundert. Die einst darin aufgestellten Prunksärge des 1754 verstorbenen Rittergutsbesitzers von Hacke, seiner Frau und seiner Tochter wurden 1954 nach Altranft überführt.

## Ausstattung
Die einheitliche Kirchenausstattung, ein Altar von 1915 mit ungefasster hölzerner Christusfigur, die Kanzel, das Patronatsgestühl, die Orgelempore sowie Glasmalereien und Raumfassung stammen von 1916. Die Orgel ist ein Werk von Albert Kienscherf aus dem Jahr 1916 mit neun Registern auf einem Manual und Pedal.
Eine wertvolle Bronzeglocke vom Anfang des 14. Jahrhunderts stammt aus der Klosterkirche in Angermünde. Das Geläut wurde 2004 um eine neu gegossene Bronzeglocke ergänzt.